# Tropinota squalida squalida
Tropinota squalida squalida é uma subespécie de insetos coleópteros polífagos pertencente à família Cetoniidae.
A autoridade científica da subespécie é Scopoli, tendo sido descrita no ano de 1783.
Trata-se de uma subespécie presente no território português.